# Гасанов, Ильяс Гаджимагомедович
Гасанов Ильяс Гаджимагомедович (5 сентября 1934, Гапшима, Дагестанская АССР, РСФСР, СССР —  17 марта 2009) — даргинский поэт, журналист и прозаик. Основатель идеи нового жанра в литературе – «даргонелла».

## Биография
Родился 5 сентября 1934 года в селе Гапшима Дагестанской АССР.
Окончил Дагестанский пединститут и Высшую партийную школу при ЦК КПСС, находящуюся в Москве.
В начале своего жизненного пути работал учителем в Гапшиме, позже завучем, журналистом в районной газете «Колхозная весна», газете республиканского уровня «Ленинское знамя» и журнале для детей «Соколёнок». Короткое время проработал в обкоме КПСС, стал консультантом в Союзе писателей Дагестана, был назначен руководителем секцией даргинских писателей. Стал заместителем главреда газеты «Замана» на своем родном даргинском языке.
Был членом Союза журналистов СССР с 1966 года, а также членом Союза писателей СССР с 1980 года.

## Творчество
Дебютировал с книгой «Шатур» в 1969 году. Позже выпустил «Месть» (1974), «Орлиное племя» (1979), «На холмах Леваши» (1983) и «Последний абрек» (1987).
Творчество объединено одним героем, борцом за справедливость. Он описывает жизнь, быт и нравы даргинского села, начиная концом XIX века и кончая второй половиной XX века.
Тематика  — историко-психологическая, автор изображает сложные человеческие судьбы в переломных исторических моментах.
Также написал повести «Неоконченное письмо», «Отмщение», «Тень большого леса» (1980), «Мелодии водопада» (1983), «Тинатин или круглый камень хевсуров» и другие.
Прозаик три года готовил рукопись «Слёзы солнца», но из-за внезапной смерти не смог завершить.

## Отзывы коллег
- Магомед Ахмедов описывает его как прекрасного публициста, переводчика и жалеет, что его труды не были переведены на иные языки.
- Касумбек Миграбов: «Ильяс Гасанов был невероятно добрым человеком и видел в любом человеке только положительные черты, а в неудачной книге умел найти хотя бы одну хорошую строку и говорил об этом».

## Награды
- Заслуженный работник культуры Республики Дагестан.

## Память
В 2014 году был устроен вечер памяти Ильяса Гасанова в ДГУ. Вёл событие  доктор филологических наук Муса Багомедов. Выступили Аминат Абдулманапова, Муса Магомедов и многие другие журналисты, поэты, профессоры. Были высказаны много стихов, посвящённых Ильясу Гасанову.
Выставка, посвящённая 80-летию со дня рождения писателя была организована в Национальной библиотеке РД им. Р. Гамзатова.